# Council of the District of Columbia

Columbiadistriktets sigill.

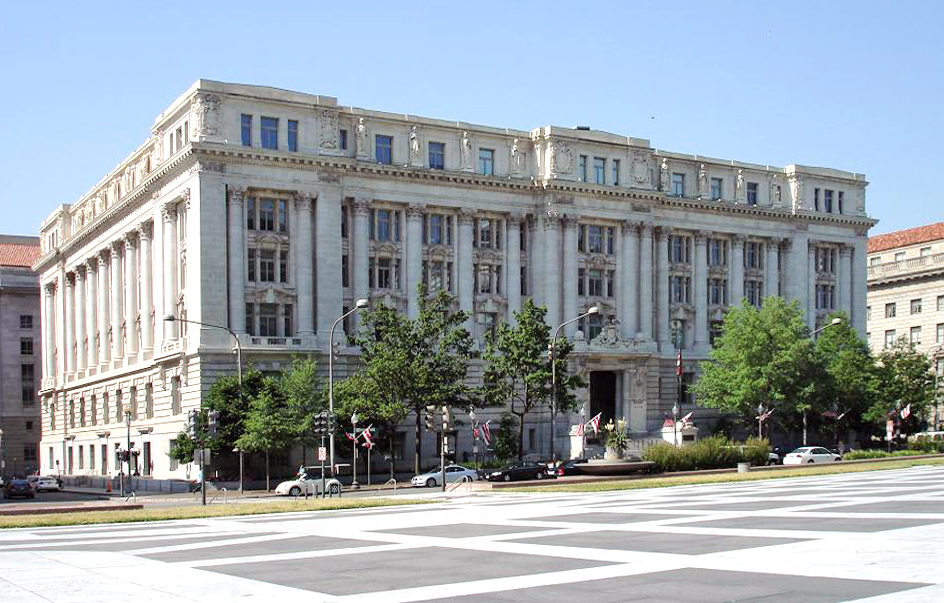
John A. Wilson Building, uppförd 1908 i Beaux-Arts-stil på Pennsylvania Avenue i nordvästra Washington, D.C., är stadens de facto stadshus.

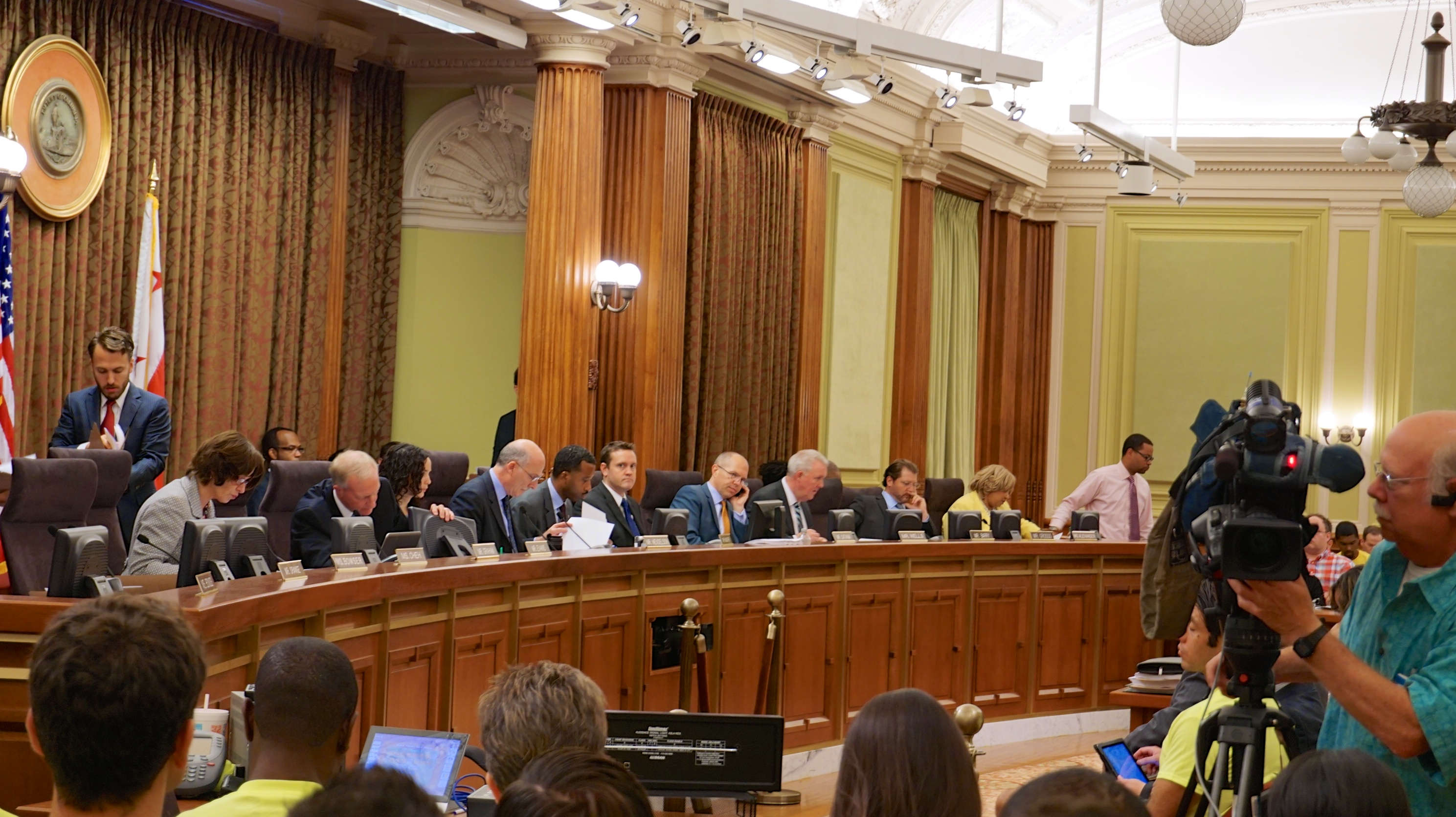
Bild från sammanträde med budgetomröstning, 24 juni 2014.

Council of the District of Columbia, mer informellt benämnt som DC Council, är den folkvalda fullmäktigeförsamlingen i District of Columbia, vars gränser sammanfaller med USA:s huvudstad Washington, D.C..
Det federala distriktet ingår inte i någon av landets delstater utan i enlighet med USA:s konstitution åligger det primära ansvaret för distriktet på den federala statsmakten.
Sätet för fullmäktigeförsamlingen är John A. Wilson Building vid Pennsylvania Avenue.

## Bakgrund
Sedan mitten på 1970-talet har kongressen genom en särskild lag (engelska: District of Columbia Home Rule Act), vardagligt benämnt som "home-rule", delegerat beslutsrätt till Council of the District of Columbia i frågor som i delstaterna sköts av dess respektive delstatsförsamling. Innan införandet av "home-rule" fanns det ingen folkvald lokal fullmäktigeförsamling.
Eftersom det konstitutionella ansvaret åligger den federala statsmakten kan beslut av Council of the District of Columbia eller borgmästaren upphävas av kongressen respektive USA:s president. Om beslut som tagits av fullmäktigeförsamlingen inte erhållit aktivt motstånd inom 30 dagar (60 dagar i frågor som rör straffrätt) genom en samfälld resolution i kongressen och undertecknad av presidenten, så äger beslutet laga kraft.

## Sammansättning
Council of the District of Columbia består av en kammare med 13 ledamöter, varav 8 ledamöter väljs i enmansvalkretsar. Mandatperioden är 4 år och val sker med två års mellanrum. Demokratiska partiet har haft egen majoritet sedan fullmäktigeförsamlingen infördes på 1970-talet.